# 小山市
小山市（日语：／ Oyama shi */?）是栃木縣南部的一市。人口約16.6萬，為縣內僅次于宇都宮市的人口第二大市。